# Psammobates oculifer
Psammobates oculifer – gatunek żółwia z rodziny żółwi lądowych (Testudinidae) i podrzędu żółwi skrytoszyjnych.

## Występowanie
Żółw ten występuje w Afryce Południowej. Zasiedla suche sawanny i zarośla typu roślinności pustynnej. Obszar ten leży na terytorium Botswany, Namibii i Republiki Południowej Afryki. Na tym obszarze, który w przybliżeniu odpowiada zasięgowi pustyni Kalahari, populacja jest bardzo nieliczna, a osobniki są zwykle bardzo rzadkie i szeroko od siebie oddzielone.

## Wygląd
Gatunek ten jest stosunkowo mały, o długości karapaksu 12–15 cm. Choć w większości ma podobny wygląd zewnętrzny jak pozostałe gatunki z rodzaju Psammobates, można go odróżnić dzięki stosunkowo niskiej kopułowej skorupie, która jest silnie ząbkowana wzdłuż krawędzi z przodu i z tyłu.
Karapaks posiada wzór przypominający gwiazdy składający się z czarnych promieni na jasnobrązowym tle. Gatunek ma zgrubienia na pośladkach, a łuska karkowa karapaksu jest szeroka i czasami podzielona. Samce mają dłuższy ogon i wyższe, bardziej stożkowe łuski na grzbiecie, oraz wklęsły plastron. Zwykle w grudniu samica składa 1 lub 2 jaja.

## Wykorzystanie przez ludzi
Buszmeni wykorzystywali skorupy małych żółwi do produkcji pudełek na tytoń i perfumy, co jest obecnie praktyką ograniczoną ze względu na przepisy dotyczące ochrony przyrody mające na celu ochronę tego wymierającego gatunku.
Gatunek ten żywi się niektórymi sukulentami i innymi gatunkami roślin, a jego specyficzna dieta oznacza, że zwykle nie przeżywa w niewoli i zwykle wkrótce umiera po usunięciu z naturalnego środowiska.